# Ryś iberyjski

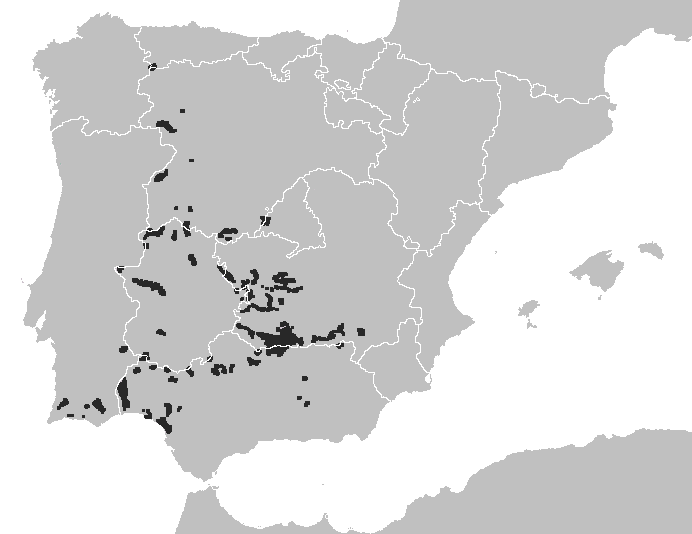
Zasięg w 1980 r.

Ryś iberyjski, ryś cętkowany, ryś hiszpański, ryś lamparci, pardel (Lynx pardinus) – gatunek drapieżnego ssaka z rodziny kotowatych, niekiedy jest traktowany jako podgatunek rysia (Felis lynx pardina). Pierwotnie zamieszkiwał cały Półwysep Iberyjski, w 1996 występowało na nim zaledwie 9 izolowanych od siebie populacji, liczących łącznie około 250 osobników. W raporcie IUCN z 2022 liczbę dorosłych osobników oszacowano na 648, a łączną liczbę młodych i dorosłych osobników na ponad 2 tysiące.

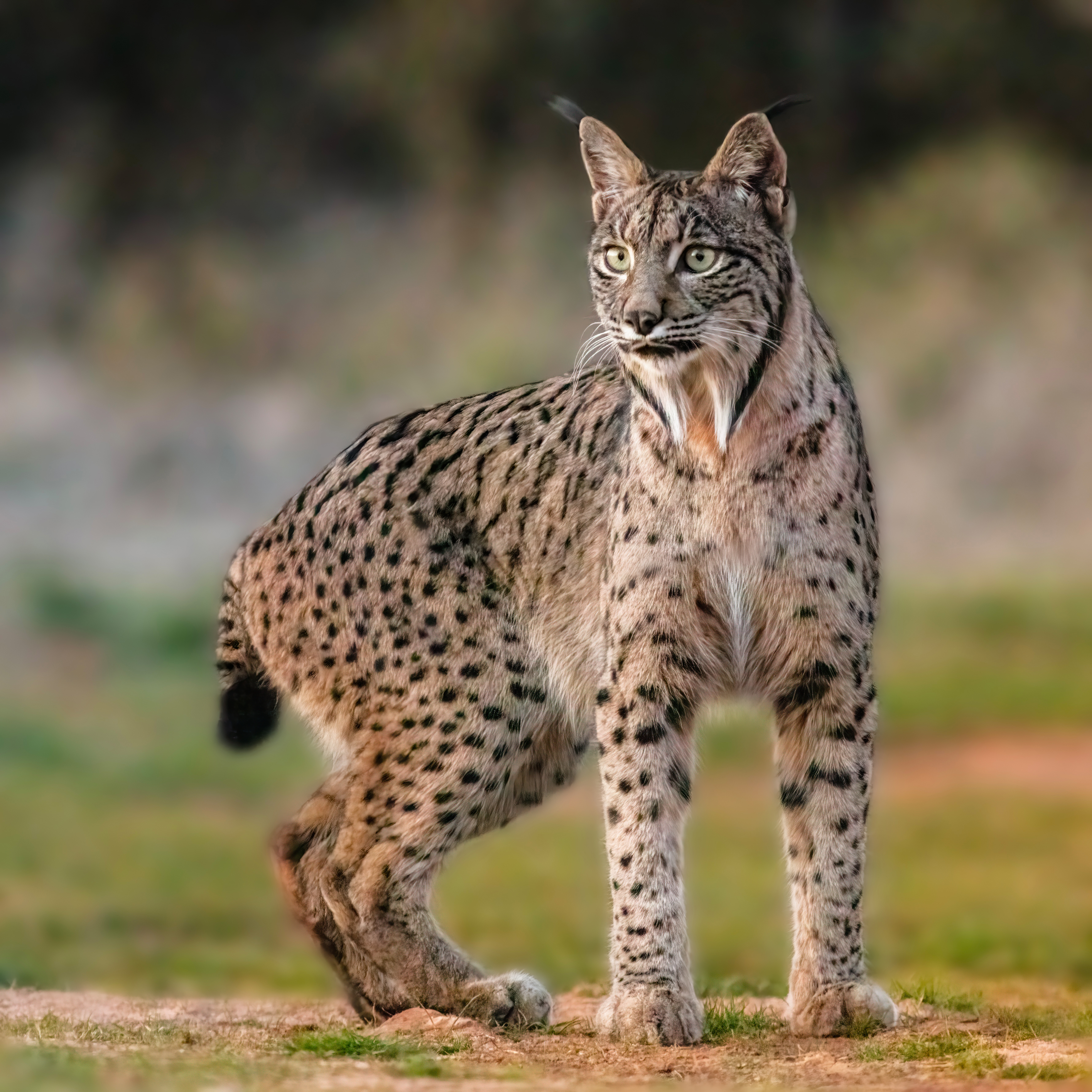
Ryś iberyjski - gmina Almuradiel, prowincja Ciudad Real w Hiszpanii

## Taksonomia
Gatunek po raz pierwszy zgodnie z zasadami nazewnictwa binominalnego opisał w 1827 roku holenderski zoolog Coenraad Jacob Temminck, nadając mu nazwę Felis pardina. Holotyp pochodził z Portugalii.
Autorzy Illustrated Checklist of the Mammals of the World uznają ten gatunek za monotypowy.

### Etymologia
- Lynx: gr. λυγξ lunx, λυγκος lunkos „ryś”[12].
- pardinus: łac. pardinus „jak lampart”, od łac. pardus, pardi „lampart”, od gr. παρδος pardos „lampart”[13].

## Zasięg występowania
Ryś iberyjski występuje w południowo-zachodniej Hiszpanii i Portugalii. Powierzchnia obszarów zamieszkiwanych przez te drapieżniki wzrosła z 449 km² w 2005 do 3320 km² w 2024 roku.

## Charakterystyka ogólna
O połowę mniejszy od rysia euroazjatyckiego. Długość ciała 68,2–82 cm, długość ogona 12,5–16 cm; masa ciała 7–14 kg (samce są o 25% większe od samic). Futro szarożółte lub brązowawe, cętki ciemnobrązowe lub czarne, wyraźniejsze niż u rysia euroazjatyckiego, biegnące po bokach ciała równoległymi rzędami. Uszy zakończone charakterystycznym pędzelkiem. Końcówka ogona ciemniejsza.

## Ekologia

### Pokarm
Pokarm stanowią głównie króliki. Zimą mogą też polować na daniele i młode osobniki jelenia lub muflona. Wiosną polują na dzikie kaczki.

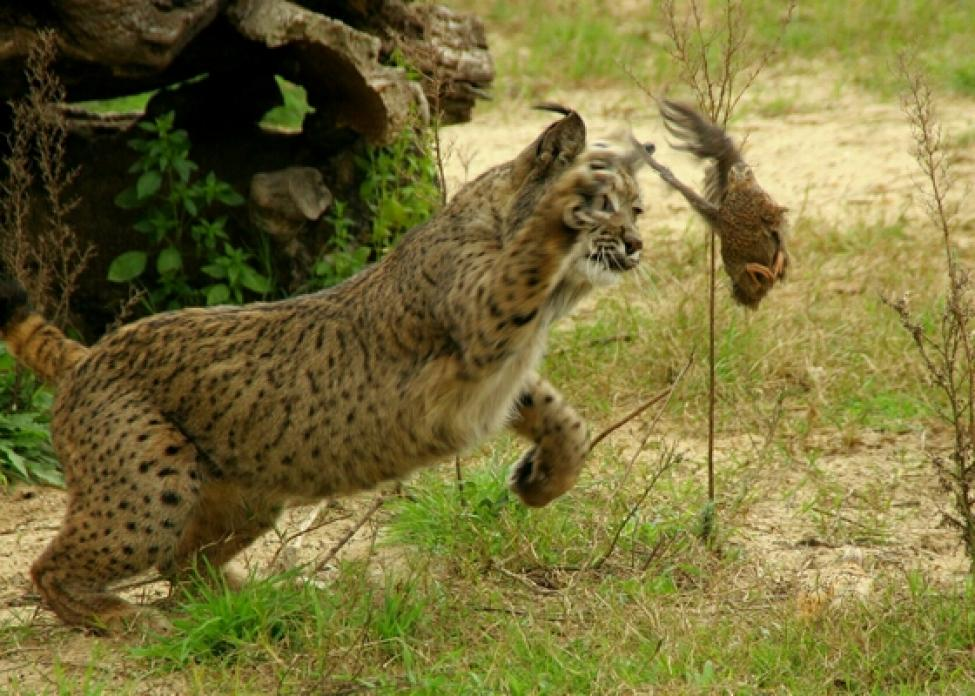
Ryś iberyjski polujący na ptaka

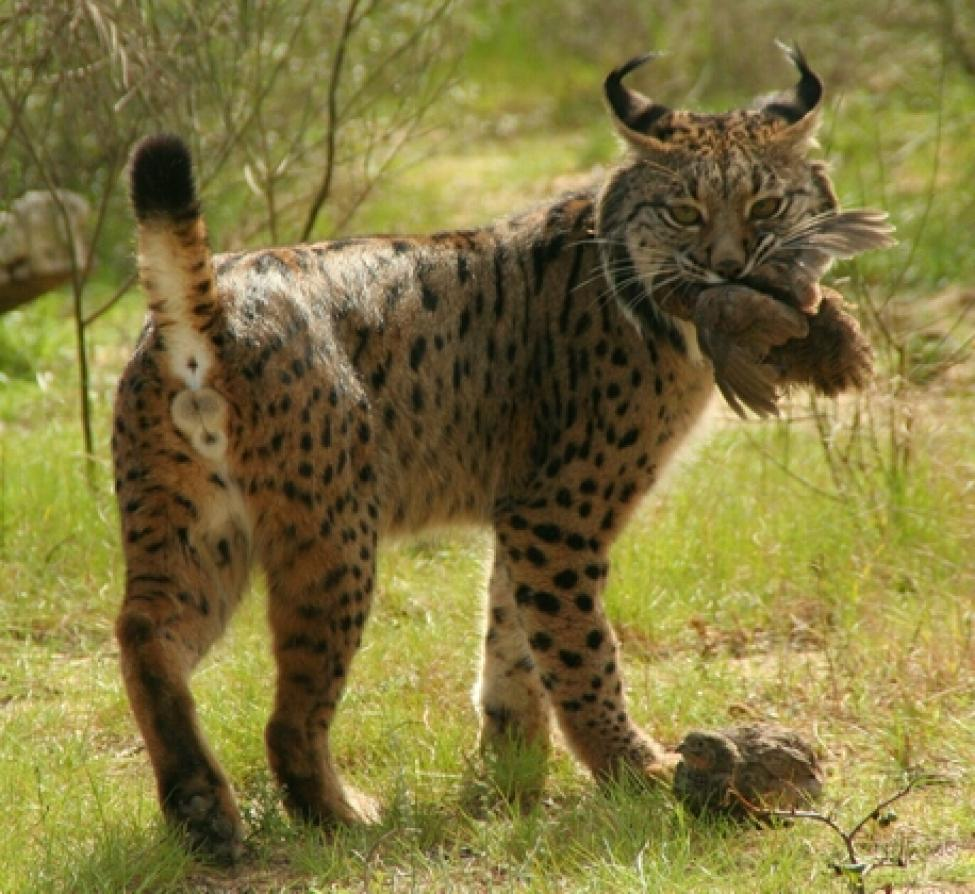
Ryś iberyjski niosący ptaka

### Rozród
Ciąża trwa około 60 dni, w miocie jest od 2 do 4 kociąt. Szczyt porodów przypada na marzec i kwiecień. Samice dojrzewają płciowo przed 12 miesiącem życia, samce później, ale w rozrodzie biorą udział najprawdopodobniej dopiero po osiągnięciu 4 roku życia. Samice po raz pierwszy rodzą dopiero wtedy, gdy ustanowią własne stałe terytorium.

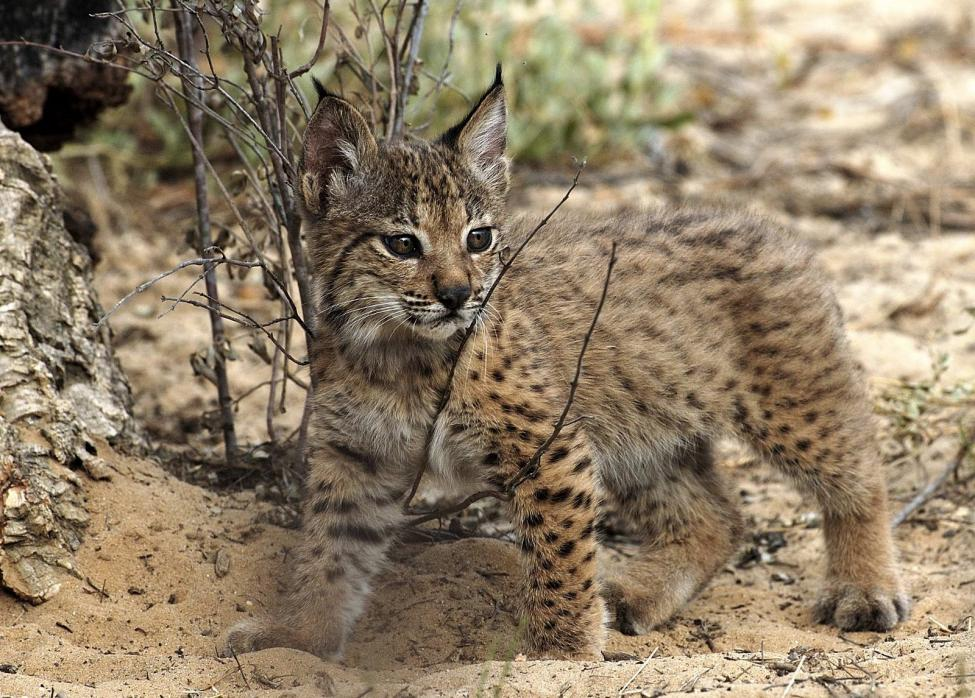
Młody osobnik rysia iberyjskiego

### Tryb życia
Prowadzą samotniczy, nocny tryb życia; niekiedy obserwuje się usamodzielnione młode osobniki ucztujące razem z matką. Rewiry samic i samców mają powierzchnię około 20 km². Rysie iberyjskie często aktywnie strzegą swych rewirów, czasem nawet ze skutkiem śmiertelnym. Takie zachowanie tłumaczy się chwilowym przegęszczeniem całkowicie odizolowanych populacji. Na wolności dożywają 14 lat. 

### Siedlisko
Rysie iberyjskie zamieszkują krzaczaste zarośla śródziemnomorskiej makii.

## Status
Ryś iberyjski należał do kotów najbardziej zagrożonych wyginięciem; przez pewien czas (w latach 2002–2015) był klasyfikowany jako gatunek krytycznie zagrożony, od 2015 roku jako zagrożony. W 2024 roku, po znacznym wzroście ilości osobników, IUCN zmieniła jego status na gatunek narażony. Istnieje 14 populacji tego gatunku. 13 z nich znajduje się w Hiszpanii, a 1 w Portugalii. Najliczniejsza populacja rysia iberyjskiego znajduje się w górach Sierra Morena.

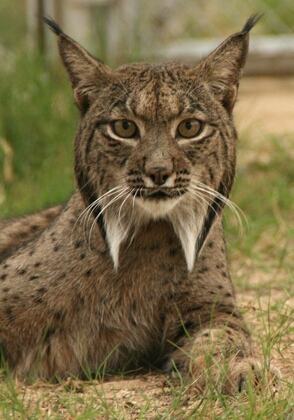
Ryś iberyjski